# Trojšnica
Trójšnica je levi pritok Polskave v jugozahodnem delu Dravskega polja. Ravninski potok je v bistvu mlinščica, začne se malo pod Zgornjo Polskavo in teče bolj ali manj vzporedno s Polskavo proti jugovzhodu. Kot razmeroma majhen potok teče skozi naselji Spodnja Polskava in Spodnji Gaj pri Pragerskem, nato pa po kmetijski pokrajini vse do izliva med naseljema Medvedce in Podlože.
Na obstoječih državnih topografskih zemljevidih ima potok več imen: od začetka se imenuje Mlinski potok in lahko domnevamo, da so ga v tem delu namenoma uredili za pogon mlinov v Spodnji Polskavi. Od Spodnjega Gaja proti izlivu se najprej imenuje Glina, v spodnjem toku pa Trojšnica. Na jožefinskem vojaškem zemljevidu je zabeleženo samo ime Glina Bach, v Spodnji Polskavi pa so na njem vrisani trije mlini.. Na mlajšem zemljevidu iz druge polovice 19. stoletja je ob potoku v zgornjem delu napačno navedeno ime Pulsgau B.(ach) (Polskava), malo pred izlivom pa je Glina B.(ach).
Potok teče na celotnem toku po umetnem kanalu in v njem je pogosto malo vode. Odtok vode v Trojšnico uravnava nizka pregrada na Polskavi, nato pa teče večinoma med njivskimi površinami, ki so jih pridobili z obsežnimi melioracijami v letih 1976–1986. Stari zemljevidi kažejo povsem drugačno podobo: takrat je potok vijugal po mokrotnih ravninskih travnikih, ob bregovih ga je spremljal ozek pas obvodnega rastlinja. Z melioracijami so mokrotne površine osušili in spremenili v njive, ki zdaj segajo povsem do struge potoka, vanj pa so speljani številni osuševalni jarki. Na melioracijskem območju med Spodnjo Polskavo in železniško progo Maribor–Celje so potok tudi prestavili proti severu, proti Spodnjemu Gaju je ob potoku nekaj več rastlinja. Skozi Spodnji Gaj poteka struga Trojšnice v neposredni bližini Gajskega ribnika in je mestoma nekoliko bolj obraščena. Vse od Spodnjega Gaja dolvodno je zdaj struga skoraj povsem brez varovalnega pasu obvodnega rastlinja in ker je tudi slabo vzdrževana, je njena krajinska in ekološka vrednost zelo skromna. 